# Тахтаров, Василий Николаевич
Василий Николаевич Тахтаров — советский хозяйственный, государственный и политический деятель.

## Биография
Родился в 1902 году в селе Богатырь. Член КПСС.
Участник Гражданской войны. С 1923 года — на хозяйственной, общественной и политической работе. В 1923—1971 гг. — ответработник транспортного машиностроения СССР, директор комбайнового завода «Коммунар» в городе Запорожье, директор Уфимского моторного завода, репрессирован. реабилитирован, и. о. главного инженера, главный инженер завода имени Сталина НКСМ, главный инженер Горьковского автомобильного завода, директор Московского завода малолитражных автомобилей, заместитель главного инженера ЗИЛ, начальник управления Министерства автомобильной промышленности СССР.
За разработку метода перевода поточного производства на выпуск новой модели автомашины без прекращения выпуска продукции был в составе коллектива удостоен Сталинской премии за выдающиеся изобретения и коренные усовершенствования методов производственной работы 1949 года.
Умер в Москве в 1978 году.